# Believe in Me (album de Regina Belle)
Pour les articles homonymes, voir Believe in Me.
Albums de Regina Belle
Reachin' Back
(1997) This Is Regina!
(2001)
Believe in Me est le cinquième album studio de la chanteuse/compositrice Regina Belle. L'album atteignit la 115e place du classement Billboard 200 et la 42e place du classement Top R&B/Hip-Hop Albums.
Il contient les succès "I've Had Enough" et "Don't Let Go"

## Liste des titres
1. "Believe in Me"
2. "Don't Let Go"
3. "I Got It"
4. "You Make Me Smile"
5. "Baby Love"
6. "I Gotch U"
7. "I've Had Enough"
8. "Never Should Have Let You Go"
9. "Teach Me How to Live"
10. "Come See About Me"
11. "Be in Love Again"
12. "I'm the One"

## Résultats des classements d'albums
| Year | Classement             | Position |
| ---- | ---------------------- | -------- |
| 1998 | Billboard 200          | 115      |
| 1998 | Top R&B/Hip-Hop Albums | 42       |

## Résultats des classements de singles
| Année | Single            | Hot Dance Club | Hot R&B/Hip-Hop |
| ----- | ----------------- | -------------- | --------------- |
| 1998  | "Don't Let Go"    | -              | 51              |
| 1999  | "I've Had Enough" | 25             | -               |